# Saint-Nicolas-de-la-Taille
Saint-Nicolas-de-la-Taille is een gemeente in het Franse departement Seine-Maritime (regio Normandië) en telt 1035 inwoners (1999). De plaats maakt deel uit van het arrondissement Le Havre.

## Geografie
De oppervlakte van Saint-Nicolas-de-la-Taille bedraagt 9,3 km², de bevolkingsdichtheid is 111,3 inwoners per km².
De onderstaande kaart toont de ligging van Saint-Nicolas-de-la-Taille met de belangrijkste infrastructuur en aangrenzende gemeenten.

## Demografie
Onderstaande figuur toont het verloop van het inwonertal (bron: INSEE-tellingen).